# 銅鑼灣道
銅鑼灣道（英語：Tung Lo Wan Road）是香港灣仔區的一條街道，位於銅鑼灣東部及大坑以北。路段東端連接英皇道、天后廟道、興發街及高士威道的路口，西端則連接怡和街、伊榮街、禮頓道及高士威道的路口。銅鑼灣道中段途經浣紗街和摩頓台等地、連接大坑道。
值得留意的是，大圍近曉翠山莊亦叫銅鑼灣，原因是那處在沙田未發展填海興建新市鎮前，是一銅鑼形灣畔。

## 歷史
銅鑼灣道是銅鑼灣未填海前的海岸線，屬於舊筲箕灣道的一部份，早於1840年代初期已存在。

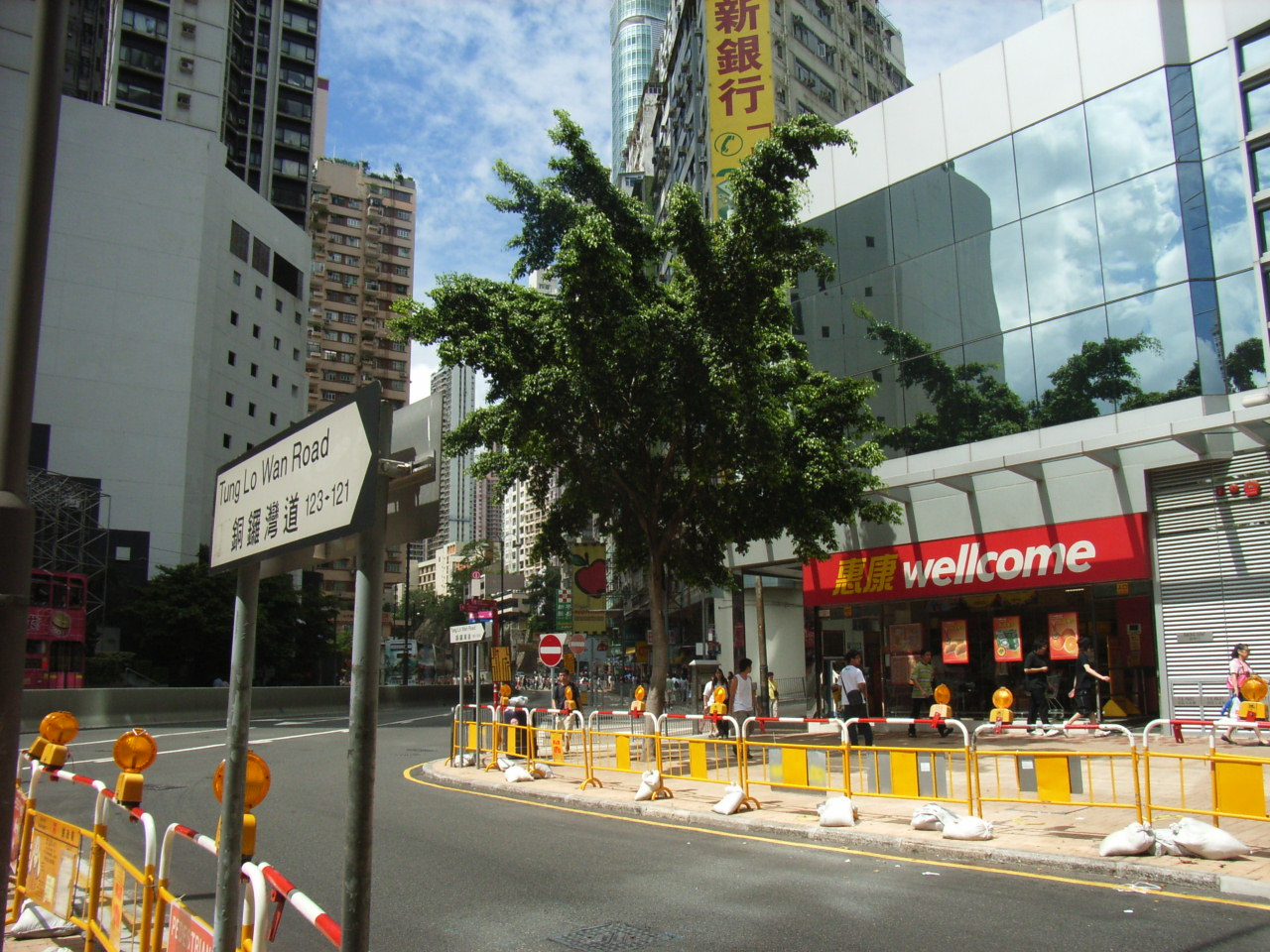
銅鑼灣道近天后廟道路口

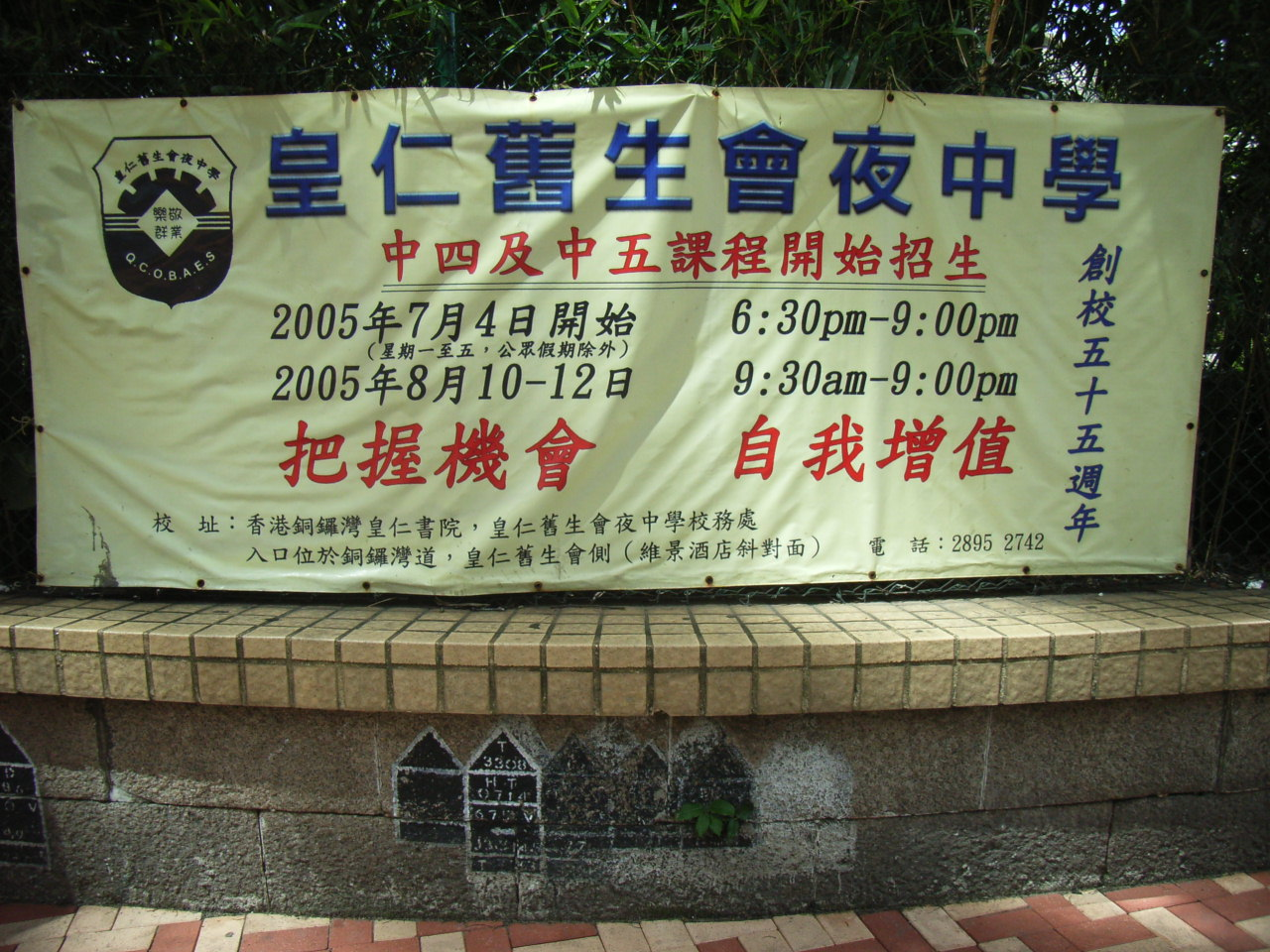
銅鑼灣道上的海報展示出當地的活動及地標

1883年，香港政府於銅鑼灣施工填海，並在海灣重新建造一條石堤路，即是現在的高士威道。從此車輛不再需繞經銅鑼灣道，而可直接經高士威道來往銅鑼灣及北角。「高士威」是英文Causeway的粵語譯音，意思為海堤，銅鑼灣道的英文名反而被音譯為 Tung Lo Wan Road，幸而兩條街道最接近的距離只有幾公尺的路口。
1935年，英皇道落成，香港政府將筲箕灣道分成數段。其中位於銅鑼灣的一段，被命名為銅鑼灣道，名稱一直使用至今。

## 沿路著名地點
- 聖保祿學校
- 聖保祿醫院
- 聖公會聖馬利亞堂
- 香港銅鑼灣維景酒店（國安公署臨時總部）
- 皇仁書院
- 中華遊樂會
- 銅鑼灣 (摩頓台) 巴士總站

## 交匯道路（由西向東）
- 禮頓道
- 東院道
- 大坑道
- 摩頓臺
- 禮賢街
- 重士街
- 華倫街
- 布朗街
- 安庶庇街
- 浣紗街
- 禮賢
- 高士威道